# Guds saks händer
Guds saks händer, i fortsättningen benämnda "Sakens händer" är en Bahá'í-institution som instiftades av Bahá'u'lláh  (1817 – 1892) under dennes sista år i livet. Det kan från början ha varit en hederstitel, men de kom att spela en central roll för den unga Baha'i-trons överlevnad när dess ledare och "Beskyddare" Shoghi Effendi hastigt avled i London 1957 utan att ha pekat ut någon efterträdare. Sakens händer valde bland sig själva nio personer – Sakens väktare – som stationerades i Haifa för att tjäna som Bahá'í-trons ledning och för att förbereda inför inrättandet av ett Universella rättvisans hus. År 1963 valde alla då exixterande Nationella andliga råd det första Universella rättvisans hus för Baha'i-trons högsta ledning efter ett hårt förberedande arbete av Sakens händer.
Den siste överlevande bland Sakens händer – Dr. 'Alí-Muhammad Varqá avled den 22 september 2007, 96 år gammal, i sitt hem i Haifa i Israel. Bahá'í-trons principer om gemensamt ansvar, enighet utåt och den anda av att vara den allra enklaste av tjänare som även finns bland medlemmarna i trons högsta ledning, är den viktigaste orsaken till att bahá'í-tron saknar "ett ansikte utåt". Trons valda ledning, de nio i Universella rättvisans hus, är okända för människor utanför bahá'í, men med vissa av Sakens Händer har det varit annorlunda. Dr. Varqás bortgång och liv uppmärksammades i viss utsträckning i internationella massmedia. 

## Bahá'u'lláh och Sakens händer
Under Sina sista år i livet, på 1880-talet, valde Bahá'u'lláh med viss tids mellanrum ut fyra anhängare av den religion han grundat och utsåg dem till "Guds saks händer". Eftersom han i sin undervisning förbjudit prästerskap och de religiösa hierarkier som var typiska för islam, judendomen och kristendomen tillkännagav Bahá'u'lláh inte deras namn för det då tämligen lilla samfundet. Han angav inte ens deras huvudsakliga funktioner i någon särskild skrift, vilket var anmärkningsvärt eftersom han vägledde samfundet och dess framtid genom skrifter i nästan alla andra frågor. 
Bahá'u'lláh hade inte för avsikt att skapa någon formell institution, även om Sakens händer i allra högsta grad kom att fungera som en informell institution. Den åldrade Bahá'u'lláh fortsatte så länge hälsan tillät att uppenbara Guds ord, vilka hans döttrar nedtecknade, och det var Abbas, hans äldste son och sedermera efterträdare som Baha'i-trons ledare och frontfigur, 'Abdu'l-Bahá (1844 – 1921), som tog emot vallfärdande sökande och överhuvudtaget svarade för det mesta av kontakterna med omvärlden. Det var tämligen uppenbart att 'Abdu'l-Bahá ensam inte skulle räcka till för alla uppgifter och krav som en snabbt växande ung tro gav upphov till. De flesta av sakens händer var också åldrade och var inte bosatta i tron centrum Haifa/Akko (Acre). Mot slutet av sitt liv började emellertid Bahá'u'lláh utse Sakens händer som var 'Abdu'l-Bahás ålder eller yngre.  Det underförstådda syftet, vilket Bahá'u'lláh uttryckte genom att i skrifter hylla Sakens händer, var att stödja 'Abdu'l-Bahá genom att sörja för att det växande antalet troende hade starka, självuppoffrande individer att vända sig till. Baha'i-troende idag anser dessutom att Bahá'u'lláh förutsåg kriser, särskilt den som uppstod efter Shoghi Effendis död 1957 då det Internationella Bahá'í-samfundet stod utan ledning. Det var då Sakens händer grep in och såg till att det första Universella Rättvisans Hus kunde väljas och påbörja sitt arbete 1963.
Även om Bahá'u'lláh inte i skrift reglerade Sakens händers uppgifter, hyllade han således deras hängivelse och självuppoffring i åtskilliga skrifter. I många av sina skrifter uppenbarade Bahá'u'lláh korta böner for Guds saks händer, där han bad Gud beskydda och vaka över dem samt bistå dem i deras arbete att främja Baha'i-tron och vägleda och entusiasmera de troende. Bahá'u'lláh gav även anvisningar i sina skrifter som kunde handla om det mödosamma arbetet att visa att Bahá'í var en självständig religion, helt oavhängig av islam. I en skrift till mulla 'Ali-Akbar kallade exempelvis Bahá'u'lláh Sakens händer att hjälpa de troende att bli medvetna om Baha'i-trons lagar och principer och att anstränga sig till fullo att verkställa dem. I en skrift tillkännager han att genom Sakens händer har Guds enhets fana höjts bland människorna och helighetens baner vecklats ut i alla regioner. Bahá'u'lláh betygade vidare att Sakens händer åtnjuter det högsta Paradisets välsignelser och hälsningar. I en ytterligare en annan skrift uppgav Bahá'u'lláh att Gud har utnämnt Hans saks händer till vakter och vårdare av Guds Tros fäste, som vägledningens lampor som står vakt vid Guds mäktiga byggnads ingång och förhindrar de ogudaktiga att inträda däri.

## 'Abdu'l-Bahá och Sakens händer
'Abdu'l-Bahá tillträdde som Baha'i-trons överhuvud och uttolkare av Bahá'u'lláhs skrifter vid faderns död 1892. 'Abdu'l-Bahá utsåg inte några nya Sakens händer under sin tid, men hedrade fyra redan avlidna för deras viktiga och självuppoffrande insatser för tron genom att upphöja dem till Sakens händer. De fyra Sakens händer som Bahá'u'lláh hade utnämnt fortsatte sitt arbete och började träffas mer regelbundet för konsultationsmöten. De kom efterhand att i samfundet betraktas som innehavare av en position av andligt ledarskap – en kärna av en helig institution under 'Abdu'l-Bahás tid. Av de fyra första Sakens händer levde endast Ibn-Asdaq länge nog för att även tjäna Shoghi Effendi.  
I sin Vilja och testamente definierar 'Abdu'l-Bahá Sakens händers uppgifter med dessa ord, enligt en ogranskad översättning: 
| ” | Det åligger Guds saks händer att sprida de Gudomliga Dofterna, att bygga upp människors själar, att främja lärande, att förbättra alla människors karaktär och alltid och under alla omständigheter vara helgade och avskilda från världsliga ting. De måste manifestera vördnad för Gud genom sitt uppförande, sitt uppträdande, sina handlingar och sina ord.. | „ |

## Shoghi Effendi och Sakens händer
Under sin tid och vid olika tidpunkter tilldelade Shoghi Effendi (1897 - 1957) tio av Baha'i-tron framstående förkämpar ställningen Sakens händer efter deras bortgång. Mot slutet av sin livstid utnämnde han till slut samtida Sakens händer och anvisade dem steg för steg att utföra olika uppgifter som han anförtrodde dem. Att han väntade så länge var att ytterst få Baha'i-troende förstod vad Shoghi Effendi försökte uträtta när han tillträdde som trons Beskyddare 1921 och de följande årtiondena. Han hade ansvaret för att inte bara inför de troende, utan inför hela sin samtid, konsolidera Baha'i-tron och förevisa att den var en suverän religion med sin egen, från andra religioner skilda kanon. Han hade också ansvaret för anhängarnas vägledning och att Bahá'u'lláhs undervisning och administrativa ordning nådde ut till och förklarades för ett växande antal anhängare med många olika modersmål. Bahá'í-läran påpekar ofta i sin historieskrivning att det dröjde länge innan Shoghi Effendi kunde finna en enda troende som fullt ut förstod naturen i det arbete han hade ålagts att uträtta och som var villig att åka till det Haifa-regionen for att bistå honom. Gradvis lärde sig bahá'íer världen över om den administrativa ordningens funktion och förvärvade successivt kapaciteten att på ett passande sätt tjäna de institutioner som var under uppbyggnad. Shoghi Effendi väntade 30 år fills han 1951 kunde utnämna de tolv första Sakens händer, och ändå var en av dessa Mason Remey som det Internationella Bahá'í-samfundet till slut tvingades exkommunicera eftersom han efter Effendis bortgång gjorde gällande att han var Effendis efterträdare som trons Beskyddare. 
Frånsett de som utnämndes efter sin bortgång, namngav Shoghi Effendi vid olika tidpunkter 32 nya Sakens händer.  Under sex år vägledde Effendi Händerna i att utföra deras åtaganden. Genom såväl personliga samtal som sina skriftliga kontakter fastställde han de principer enligt vilka Sakens händer skulle handla. Han beskrev detaljerna i deras förhållande till de Nationella Andliga Råden och de troende och skisserade utsträckningen och omfattningen av deras funktioner. Vid utnämningen av den första gruppen Sakens händer 1951 skrev Effendi i ett telegram den 24 december 1951:
| ” | Tiden nu mogen att taga (det) sedan länge med nödvändighet fördröjda steget i enlighet med bestämmelserna i 'Abdu'l-Bahás Testamente i samband med de sex ovannämnda stegen med utnämning i första grupp Guds Saks händer, tolv till antalet, lika fördelade på Heliga Landet, asiatiska, amerikanska, europeiska kontinentala. Inledande steget nu taget beträffande förberedande fullständiga utvecklingen av institutionen föranstaltad i 'Abdu'l-Bahás Testamente, jämsides med förberedande åtgärden bilda Internationella Rådsförsamlingen bestämd att slutligen leda till framträdandet av Universella Rättvisans Hus'. | „ |

I samma telegram utpekar Effendi den första gruppen Sakens händer: Sutherland Maxwell, Mason Remey, Ameha Collins (Heliga Landet); Valíyu'lláh Varqá, Taráz'u'lláh Samandarí, 'Alí-Akbar Furútan (Trons vagga), Horace Holley, Dorothy Baker, Leroy loas (amerikanska kontinenten), George Townshend, Herman Grossmann, Ugo Giachery (europeiska kontinenten). 
En kort tid innan sin död kallade Shoghi Effendi Sakens händer att övervaka och försäkra beskyddet av Saken och Bahá'í-samfundet. Han namngav institutionen som Chefsfunktionärer till Bahá'u'lláhs embryonala världssamvälde ("Chief Stewards of Bahá'u'lláh Embryonic World Commonwealth"). 27 av Sakens händer var vid liv när Shoghi Effendi gick bort 1957. Den siste avled 2007.

## Bahá'í-trons väktare
Från Shoghi Effendis död 1957 fram till efter valet 1963 av historiens första Universella Rättvisans Hus tog Guds saks händer över ledningen av tron. Orsaken var att Effendi inte hade utpekat någon efterträdare till honom som Beskyddare. De 27 Sakens händer som var i livet valde ut nio personer bland sig själva som skulle tjänstgöra i Haifa och där fungera som bahá'í-trons väktare. Till arbetsuppgifterna hörde att förvalta världscentrets fastigheter och andra tillgångar i Israel, att med bahá'í-trons beskydd för ögonen ge råd och stöd åt de Nationella andliga råden i världen och även till Lokala andliga råd i länder som inte hade beslutande organ på nationell nivå ännu, samt att upprätthålla kontakterna med övriga Sakens händer, vilka skulle ägna sin tid åt "det framgångsrika slutförandet av det tioåriga korståget" (en tioårsplan initierad av Effendi för religionens utveckling, tillväxt och konsolidering). 
De nio som utgjorde "väktarnas ministär" (en del under begränsade perioder) var: 
- Hasan Balyuzi,
- Amelia Collins,
- Abu'l-Qasim Faizi,
- John Ferraby,
- Ali Akbar Furutan,
- Paul Haney,
- Leroy Ioas,
- Jalal Khazeh,
- Adelbert Mühlschlegel,
- Charles Mason Remey,
- Horace Holley,
- William Sears, och
- Rúhíyyih Khanum (Shoghi Effendis änka, född Mary Maxwell).

För att alltid vara fem på plats vid världscentret i Haifa, vilket krävdes för att de skulle vara beslutsmässiga, utsågs även ersättare: Shuaullah Alai, Ugo Giachery och Ali-Muhammad Varqa. Väktarna tillträäde i november 1957. I oktober 1959 byttes Charles Mason Remey och Hasan Balyuzi ut då de ansågs vara för gamla för att vara förmögna att fortsätta som permanenta medlemmar. Det var efter denna pensionering som Mason Remey klargjorde att Shoghi Effendi hade utpekat honom till sin efterträdare som Beskyddare.

## Utnämningar

### Utnämnda av Bahá'u'lláh
- Hají Mullá 'Alí-Akbar-i-Shahmirzadi (1842-1910), känd som Hají Ákhúnd
- Hájí Mírzá Muhammad-Taqí (d.1917), känd som Ibn-i-Abhar
- Haji Mirzá Hasan (1848-1919), känd som Adíb
- Mírzá 'Ali-Muhammad (d.1928), känd som Ibn-i-Asdaq

### Utnämnda av'Abdu'l-Bahá
- Aqa Muhammad-i-Qa'ini (1829-1892), känd som Nabíl-i-Akbar
- Mirza 'Alí-Muhammad Varqá (d. 1896), känd som Varqá, far till of Rúhu'lláh
- Mulla Sadiq-i-Muqaddas, titulerad Ismu'llahu'l-Asdaq
- Shaykh Muhammad-Riday-i-Yazdi

### Utnämnda postumt avShoghi Effendi
- John Ebenezer Esslemont (1874-1925)
- Hájí Amín (1817-1928)
- Keith Ramsom-Kehler (1876-1933)
- Martha Root (1872-1939)
- Hyde Dunn (1855-1941)
- Siyyid Mustafá Rúmí (d. 1942)
- Abdu'l-Jalil Bey Sa'd (d. 1942)
- Muhammed Taqiy-i-Isfahani (d. 1946)
- Roy C. Wilhelm (1875-1951)
- Louis George Gregory (1874-1951)

### Första truppen, utnämnda den 24 december 1951 av Shoghi Effendi
- Dorothy Beecher Baker (1898-1954)
- Amelia Engelder Collins (1873-1962)
- 'Alí-Akbar Furútan (1905-2003)
- Ugo Giachery (1896-1989)
- Hermann Grossmann (1899-1968)
- Horace Hotchkiss Holley (1887-1960)
- Leroy C. Ioas (1896-1965)
- William Sutherland Maxwell (1874-1952)
- Taráz'u'lláh Samandarí (1874-1968)
- Valíyu'lláh Varqá (1884-1955)
- George Townshend (1876-1957)
- Charles Mason Remey (1874-1974)

### Andra truppen, utnämnda den 29 februari 1952 av Shoghi Effendi
- Siegfried Schopflocher (1877-1953)
- Shu'á'u'lláh 'Alá'í (1889-1984)
- Músá Banání (1886-1971)
- Clara Dunn (1869-1960)
- Dhikru'lláh Khádim (1904-1986)
- Adelbert Mühlschlegel (1897-1980)
- Corinne Knight True (1861-1961)

### Utnämnda av Shoghi Effendi mellan 1952 och 1957
- Amatu'l-Bahá Rúḥíyyih Khánum (1910-2000)  [1952]
- Jalál Kháḍih (1897-1990) [1953] (also transliterated Jalal Khazeh)
- Paul Edmond Haney (1909-1982) [1954]
- 'Alí-Muhammad Varqá (1911-2007) [1955]
- Agnes Baldwin Alexander (1875-1971) [1957]

### Sista truppen, utnämnda den 2 oktober 1957 av Shoghi Effendi
- Hasan Muvaqqar Balyúzí (1908-1980)
- Abu'l-Qásim Faizi (1906-1980)
- John Graham Ferraby (1914-1973)
- Harold Collis Featherstone (1913-1990)
- Rahmatu'lláh Muhájir (1923-1979)
- Enoch Olinga (1926-1979)
- John Aldham Robarts (1901-1991)
- William Sears (1911-1992)

### Vidare information
Sakens händer presenterade på YouTube